# Autorretrato (Federico Barocci)
Autorretrato é uma pintura do artista renascentista urbinense Federico Barocci. 

Inserido na célebre Coleção de autorretratos da Galeria Uffizi, o retrato de Barocci ocupa um lugar significativo na consolidação de uma memória artística institucionalizada. Ao lado de figuras como Parmigianino, Tintoretto e Annibale Carracci, dentre outros, o retrato de Barocci contribui para a criação de uma galeria de identidades artísticas que não apenas celebra a imagem dos criadores, mas também promove um discurso historiográfico sobre a evolução da arte italiana.

## Descrição da obra
O retrato, realizado a óleo sobre tela, mostra Barocci em busto, ligeiramente voltado para a esquerda, com o olhar que se dirige com doçura e contenção ao espectador. O fundo é neutro, o que confere ao rosto e à expressão um destaque ainda mais marcante. A luz suave que modela o seu semblante revela traços de cansaço e melancolia — expressão talvez de suas conhecidas crises nervosas e de seu temperamento hipersensível. Os traços delicados, a barba rala e os olhos pensativos constroem a imagem de um artista mais contemplativo que autoritário, em contraste com os autorretratos afirmativos de seus contemporâneos, como Vasari ou Bandinelli.
Vestido sobriamente, Barocci não ostenta instrumentos do ofício (pincéis, paleta ou desenhos), tampouco signos de erudição ou riqueza. Seu retrato parece escapar à pompa e à autoafirmação tradicional da iconografia do autorretrato renascentista. O que se evidencia é a dimensão introspectiva da criação, a quietude de um homem profundamente envolvido em sua arte como uma experiência espiritual e emocional.